# Базилянський Ростислав Едуардович
Ростислав Едуардович Базиля́нський (нар. 27 липня 1966, Київ) — український живописець; член Київської організації Спілки художників України з 1994 року.

## Біографія
Народився 27 липня 1966 року в місті Києві (нині Україна). Син художника Едуарда Базилянського. 1994 року закінчив Українську академію мистецтв, де навчався у Олександра Ворони, Віталія Шості.
Мешкає у Києві у будинку на вулиці Пирогова, № 5.

## Творчість
Працює у галузі станкового живопису у жанрах пейзажу, натюрморту. Серед робіт:
- «Новини під дощем» (1993);
- «Голгофа. Скорбота» (1993);
- «Морські міфи» (1994);
- «Квіти на синьому тлі» (1994);
- «Три корони» (1995);
- «Птах прилетів» (1996);
- «Взимку» (1996);
- «В затоці» (1996);
- «Краєвид» (1997);
- «Весняні квіти» (2000);
- «Натюрморт з глечиками» (2000);
- «Жовті квіти» (2001).